# Schiffssetzungen von Bändelens täppo

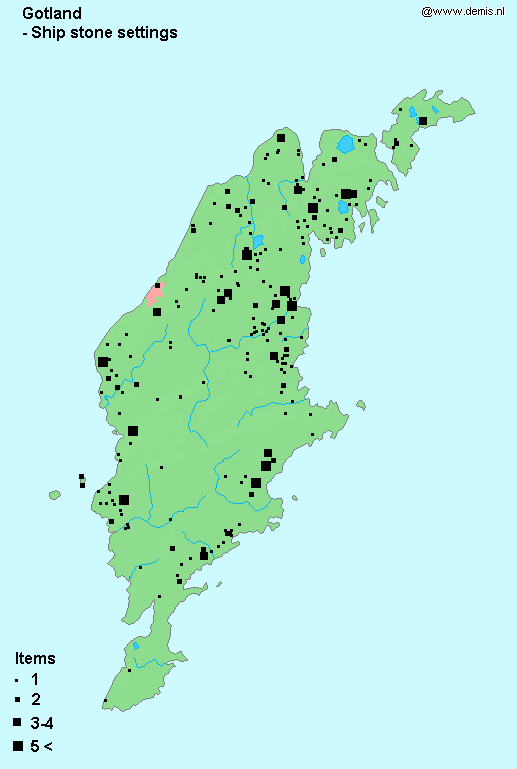
Schiffssetzungen auf Gotland

Die Schiffssetzungen von Bändelens täppo liegen am Rande der Lau Backar, eines Teils des Inlandkliffs des Litorina-Walls auf der schwedischen Insel Gotland, etwa 1,5 km nördlich der Kirche von Lau. Das Gebiet ist Standort zweier Schiffssetzungen (schwedisch skeppssättning) und eines runden Grabes, das in der Regel Domarring dt. Richterring genannt wird.
Die Schiffe von Bändelens täppo sind Männergräber und wurden in den Jahren 1928 und 1990 ausgegraben. Gefunden wurde die Urne einer Brandbestattung. An Grabbeigaben wurden eine Pinzette, ein Rasiermesser und ein normales Messer gefunden, alle aus Bronze. Das runde Grab war ausgeraubt und enthielt nur wenige verbrannte Knochen. Die Artefakte datieren die Gräber auf etwa 900 v. Chr. Die nicht sehr sorgfältig errichteten Schiffe von Bändelens täppo liegen in Nord-Süd-Richtung, beide sind etwa 10 Meter lang. 
Während der älteren Bronzezeit (1400 bis 1900 v. Chr.) war es auf Gotland üblich, als Gräber für einige Auserwählte große Steinschiffe zu bauen. Es gibt etwa 350 auf der Insel, die aus in der Nähe anstehenden Steinblöcken oder Kalksteinplatten gemacht sind. Sie sind oft in Gruppen, manchmal sogar miteinander verbunden (Rannarve) errichtet worden. Die Längen variieren von 6 bis 47 m (Gnisvärd).
Etwa 200 m südwestlich befindet sich der wieder aufgerichtete Bautastein von Mattsarve, der ein Grab markiert. Er ist 2,0 m hoch, 1,0 m breit und 0,7 m dick. 